# La subversion du christianisme
La subversion du christianisme est un essai écrit en 1984 par Jacques Ellul et publié aux éditions du Seuil. Publié 4 ans avant Anarchie et christianisme, il s'agit d'une réflexion libertaire et chrétienne sur le christianisme.
L'auteur y défend que le message et les actes de Jésus-Christ seraient fondamentalement radicaux et anti-politiques. Ils auraient été dévoyés par une série de dynamiques dont la participation des chrétiens à l'État ou encore leur collusion croissante avec l'argent. Ellul y défend aussi des idées féministes, notamment en soutenant que la centralité de Marie dans le christianisme aurait permis d'y établir le patriarcat, en établissant une distinction de nature entre les femmes « ordinaires » et la mère de Jésus.

## Contenu
L'oeuvre s'ouvre sur un constat établi par l'auteur : le christianisme aurait dévoyé le message des Évangiles. Les chrétiens n'auraient pas su se défendre des « contaminations d'ordre politique » lors de la conversion de l'Empire romain. Cela aurait été similaire avec les questions économiques, notamment par l'émergence du capitalisme ou avec les questions religieuses, d'autres religions ayant influencé le christianisme. L'Église institutionnelle serait l'image de cette subversion et il s'agit de son texte le plus polémique à son égard.
Ellul oppose à cette subversion négative, celle de l'État ou de l'argent, une subversion positive, qui aurait été prêchée par Jésus-Christ. Les chrétiens seraient alors appelés à subvertir la société, en proposant une réflexion et des actions « critique[s] envers les puissances de l’argent, vis-à-vis du pouvoir politique ou envers le registre religieux lui-même ». Le penseur critique l'idée d'un Dieu uniquement transcendant, puisque cette transcendance serait à l'origine du développement du nihilisme moderne. Il n'épargne pas l'anarchisme chrétien, et lui reproche d'absolutiser le politique.
L'œuvre est très influencée par la pensée de Kierkegaard,, que l'auteur cite dans le texte, dans un passage où il s'interroge sur la « massification » de la conversion chrétienne au IVe siècle. Ellul y défend aussi des idées féministes, notamment en soutenant que la centralité de Marie dans le christianisme aurait permis d'y établir le patriarcat, en établissant une distinction de nature entre les femmes « ordinaires » et la mère de Jésus.
Par ailleurs, l'auteur soutient que Jésus-Christ serait fondamentalement non-violent.